# Baduizm
«Baduizm» — дебютный студийный альбом американской певицы и автора песен Эрики Баду, выпущенный 11 февраля 1997 года.
После ухода из университета Баду решила полностью посвятить себя музыке, начала гастролировать со своим двоюродным братом Робертом Брэдфордом и записала демо-версию альбома из 19 песен «Country Cousins», которая привлекла внимание Кедара Массенбурга. Он сподвиг Эрику записать дуэт с Ди Энждело «Your Precious Love», после чего предложил ей контракт на запись альбома с лейблом Universal Records. Сессии записи происходили с января по октябрь 1996 года в Филадельфии, Нью-Йорке и Далласе.
«Baduizm» был встречен положительными отзывами музыкальных критиков, которые высоко оценили музыкальный стиль альбома и художественное видение Эрики, некоторые издания отметили сходство Баду с Билли Холлидей. Альбом имел коммерческий успех, дебютировал на втором месте в чартах Billboard 200 и на первом месте в топе R&B/хип-хоп альбомов Billboard, был трижды сертифицирован как платиновый в США.
«Baduizm» получил множество наград, в том числе «Грэмми» за лучший R&B альбом на 40-й церемонии. Наряду с другими современными на тот момент альбомами, такими как Brown Sugar (1995) Ди Анджело и Maxwell’s Urban Hang Suite (1996) Максвелла, успех «Baduizm» помог Эрике Баду стать одним из ведущих исполнителей в жанре нео-соул, запись является одним из альбомов, которым приписывают вклад в коммерческую известность жанра в то время.

## Создание и запись
На своей странице в Twitter Эрика Баду рассказала, что на создание «Baduizm» повлияла Бренди и её дебютный альбом «Brandy», в особенности песни «I Wanna Be Down» и «Always on My Mind». Баду также сообщила, что альбом был вдохновлен ее корнями, отметив, что в процессе записи она принимала свою культуру и корни, вдохновлялась тюрбанами и африканскими барабанами.
Сессии записи проходили с января по октябрь 1996 года в Battery Studios в Нью-Йорке, Sigma Sounds & Ivory Studios в Филадельфии и Dallas Sound Lab в Далласе. Незадолго до выпуска альбома Эрика разочаровалась в записанных материалах и приняла решение вернуться в Филадельфию, чтобы поработать с группой The Roots. Треки «Sometimes» и «Otherside of the Game», записанные на совместной сессии, вошли в альбом.

## Оценки критиков
| Оценки критиков      | Оценки критиков |
| Источник             | Оценка          |
| -------------------- | --------------- |
| AllMusic             | [ 1 ]           |
| Chicago Tribune      | [ 2 ]           |
| Entertainment Weekly | A               |
| The Guardian         | [ 4 ]           |
| Muzik                | 10/10           |
| NME                  | 7/10            |
| Q                    | [ 7 ]           |
| Rolling Stone        | [ 8 ]           |
| Uncut                | 9/10            |
| USA Today            | [ 10 ]          |

«Baduizm» сделал Эрику популярной исполнительницей и получил положительные отзывы критиков, которые рассматривали пластинку как возвращение к простоте соула 1970-х годов. Карен Гуд из журнала «Vibe» назвала альбом «проводником пробуждения чего-то темного, знакомого и давно спящего». Джон Буш из «AllMusic» наоборот считал, что проект получился новаторским благодаря своему звучанию.